# غرانت هارت
غرانت هارت (بالإنجليزية: Grant Hart)‏ هو كاتب أغاني وموسيقي ومغن مؤلف وعازف قيثارة وطبال أمريكي، ولد في 18 مارس 1961 في سانت بول في الولايات المتحدة، وتوفي في 14 سبتمبر 2017 في منيابولس في الولايات المتحدة بسبب سرطان الكبد.

## وصلات خارجية
- الموقع الرسمي
- غرانت هارت على موقع IMDb (الإنجليزية)
- غرانت هارت على موقع ميوزك برينز (الإنجليزية)
- غرانت هارت على موقع أول ميوزيك (الإنجليزية)
- غرانت هارت على موقع ديسكوغز (الإنجليزية)
- غرانت هارت على موقع قاعدة بيانات الفيلم (الإنجليزية)